# Im Fadenkreuz II – Achse des Bösen
Im Fadenkreuz II – Achse des Bösen (Originaltitel: Behind Enemy Lines II: Axis of Evil) ist ein Actionfilm aus dem Jahr 2006 von Regisseur und Drehbuchautor James Dodson. Obwohl der Titel den Film als Fortsetzung zu Im Fadenkreuz – Allein gegen alle darstellt, haben Handlung und Figuren keine direkte Verbindung zueinander.

## Handlung
Prolog: Der 1950 begonnene Koreakrieg unter Beteiligung der US-Armee endete mit einem Waffenstillstand und der Trennung von Korea in die Staaten Nordkorea und Südkorea, die sich ohne einen Friedensvertrag weiterhin im Kriegszustand befinden. Im April 1994 trat Nordkorea aus dem Atomwaffensperrvertrag aus und kündigt an, eigene Atomwaffen herzustellen. Daraufhin erstellte die US-Regierung einen militärischen Operationsplan (Oplan 5027), der einen Präventivschlag gegen die Kerntechnische Anlage Nyŏngbyŏn vorsah. Da als Folge des Angriffs ein Vergeltungsschlag der nordkoreanischen Armee auf die südkoreanische Hauptstadt Seoul befürchtet wurde, plante der Nationale Sicherheitsrat der Vereinigten Staaten die Evakuierung der Zivilbevölkerung. Noch während der Beratungen stoppte die Vorbereitungen ein Anruf des ehemaligen US-Präsidenten Jimmy Carter, der als Privatperson nach Pjöngjang gereist war und in einer Vereinbarung mit Machthaber Kim Il-sung den Angriff der USA verhinderte.
In der Gegenwart: Als in der National Geospatial-Intelligence Agency nordkoreanische Satellitenbilder ausgewertet werden, auf denen man eine Interkontinentalrakete erkennt, wird der US-Präsident alarmiert, da es sich um eine dreistufige Rakete der Topol-Klasse handelt, die auch Ziele in den USA erreichen könnte.
Über den südkoreanischen Flughafen Incheon und ein unscheinbares Linienflugzeug gelangen Spezialkräfte der US-Armee in den nordkoreanischen Luftraum, wo sie in 10.000 Metern Höhe mit dem Fallschirm abspringen und die Rakete am Boden sprengen sollen. Dies soll ohne einen Hinweis auf die US-Armee geschehen und wie ein Unfall aussehen, um Nordkorea keine Rechtfertigung für einen Gegenschlag zu bieten. Nachdem die Soldaten Schulteiss und Meideros abgesprungen sind, erreicht die Gruppe der Befehl, die Operation abzubrechen. Leutnant James fällt versehentlich ebenfalls aus dem Flugzeug und Callaghan springt unter Missachtung des Befehls hinterher.
Als sie auf nordkoreanischem Boden entdeckt werden, kommt es zu einem Feuergefecht mit einer Gruppe nordkoreanischer Soldaten unter Kommandant Hwang. Dabei werden James und Callaghan gefangen genommen und die beiden anderen Soldaten getötet. In einem nordkoreanischen Lager trifft James auf Oberst Koh, der die Entdeckung der US-Soldaten auf nordkoreanischem Boden vor ihrem Führer geheim halten will, um damit einen Kriegsausbruch zu verhindern.
Einer südkoreanischen Spezialeinheit gelingt es, die beiden aus dem nordkoreanischen Lager zu befreien. James erhält die Genehmigung, die Operation mit Unterstützung der Südkoreaner zu Ende zu führen. Als der Funkkontakt abbricht, geht man davon aus, dass die Mission gescheitert ist. Der US-Präsident schickt deshalb Tarnkappenflugzeuge los, welche die Raketenbasis bombardieren sollen und akzeptiert das Risiko eines Vergeltungsschlags. Kurz bevor die Flugzeuge an der Raketenbasis eintreffen, gelingt es James, die Langstreckenrakete vom Boden aus zur Explosion zu bringen. Dabei erhielt er unerwartete Hilfe von Oberst Koh, der James seinen Auftrag ausführen ließ, um die Lage in seinem Land nicht zu verschlimmern.
Der Vorsitzende des US-Generalstabs General Vance wird aufgrund seines kriegstreiberischen Verhaltens vom Präsidenten des Kommandos enthoben. Als James ins Oval-Office eingeladen wird, um vom Präsidenten eine Belobigung entgegenzunehmen, wird er von seinem ehemaligen Ausbilder Boytano begleitet. Callaghan wird wegen Befehlsverweigerung und Angriff eines Offiziers zu insgesamt 11 Jahren Haft verurteilt. Da der Einsatz allerdings als streng geheim eingestuft wurde, wird das Urteil aus seiner Akte entfernt, und er kommt auf freien Fuß.
Epilog: In den Nachrichtensendungen wird über eine gigantische Rauchwolke über Nordkorea berichtet.

## Hintergrund
- Die im Film erwähnte Rauchwolke, spielt auf einen tatsächlichen Vorfall an, der sich am 9. September 2004 in der nordkoreanischen Provinz Ryanggang-do ereignete und deren Ursache nie geklärt werden konnte. Regisseur und Drehbuchautor James Dodson verband die fiktive Handlung mit historischen Vorkommnissen und tatsächlichen Gegebenheiten und konnte so auch reale Szenen aus Nachrichtensendungen im Film verwenden.[2]
- Der Film sollte ursprünglich anstatt Axis of Evil (Achse des Bösen) die Bezeichnung Land of the Morning Calm (Land der Morgenstille) tragen, was in Korea als lyrische Bezeichnung für das Land verwendet wird.[2]
- Im Film werden Farbfilter verwendet, um Szenen örtlich einzuordnen und auch emotional zu verstärken. So werden Szenen in Nordkorea stark desaturiert und mit leichtem Grünstich gezeigt, während Szenen auf einem südkoreanischen Markt in warmen Gelbtönen dargestellt werden.[2]
- James Dodson war bereits für Im Fadenkreuz – Allein gegen alle als Produktionsmanager für Twentieth Century Fox tätig.[2]
- Der gesamte Film wurde in 35 Tagen in Bulgarien gedreht.[2]
- Schauspieler Eyal Podell, der in diesem Film Fähnrich David Barnes spielt, hatte bereits im ersten „Im Fadenkreuz“-Film eine Nebenrolle als Unteroffizier Kennedy und ist damit der einzige Darsteller, der in beiden Filmen mitwirkte.

## Kritiken
„Der Actionfilm stimmt das Hohelied auf US-Elitesoldaten an, wobei er sich aller erdenklichen Klischees des Genres bedient. Weder inszenatorisch noch schauspielerisch überzeugend, fällt er bestenfalls durch die inflationäre Verwendung von Farbfiltern und seine bemüht pseudorealistischen Kampfszenen auf.“

„Statt Owen C. Wilson erwartet den weniger anspruchsvollen Actionfan die übliche Navy-Seal-Glorifikation voll Pathos, leerem Gerede und bis zur Unkenntlichkeit verfremdeter Kampfszenen im „Private Ryan“-Stil.“